# De frente, marchen
De frente, marchen è un film commedia, in bianco e nero, del 1930 diretto da Salvador de Alberich e Edward Sedgwick.

## Produzione
Il film fu prodotto dalla Metro-Goldwyn-Mayer (MGM).

## Distribuzione
Distribuito dalla Metro-Goldwyn-Mayer, il film fu presentato a San Juan a Porto Rico l'11 dicembre 1930. In Spagna, uscì a Madrid il 18 dicembre dello stesso anno mentre negli Stati Uniti fu proiettato per la prima volta a Los Angeles il 23 gennaio 1931.